# Psecacera virens
Psecacera virens är en tvåvingeart som först beskrevs av Aldrich 1928.  Psecacera virens ingår i släktet Psecacera och familjen parasitflugor. Inga underarter finns listade i Catalogue of Life.